# Pedro Páez
Pedro Páez Jaramillo (Olmeda, 1564 – Gorgora, 1622) è stato un gesuita e missionario spagnolo.
Nel 1589, dopo un soggiorno a Goa, cercò di raggiungere invano l'Etiopia, poiché fu catturato da banditi turchi e tenuto in prigionia fino al 1595. Nel 1603 si recò a Massaua dove fu predicatore cattolico e viaggiatore: scoprì infatti le sorgenti del Nilo Azzurro. Compilò inoltre una Historia de Etiopia (1622).